# Sideridis anapheles
Sideridis anapheles är en fjärilsart som beskrevs av Nye 1975. Sideridis anapheles ingår i släktet Sideridis och familjen nattflyn. Inga underarter finns listade i Catalogue of Life.